# Întoarcerea doctorului Mabuse
Întoarcerea doctorului Mabuse (titlul original: în germană Im Stahlnetz des Dr. Mabuse) este un film de mister german, realizat în 1961 de regizorul Harald Reinl, protagoniști fiind actorii Gert Fröbe, Lex Barker, Daliah Lavi și Fausto Tozzi. 
Este a doua parte a seriei de filme Dr. Mabuse din anii 1960, cu personajul inventat de Norbert Jacques.

## Conținut
Comisarul Lohmann, care își pregătește binemeritatul concediu cu familia, primește un apel urgent de la asistentul său Voss. Ofițerul Interpol, colonelul Haag, a fost ucis într-un tren. Servieta lui, care conținea dovezi împotriva unui sindicat al crimei din Chicago, a dispărut fără urmă. Lohmann primește, de asemenea, o telegramă de la FBI care anunță sosirea în calitate de martor a doamnei Pizarro, aparținătoare a sindicatului. Comisarul îl interoghează pe Alberto Sandro, un asasin cu plată închis în închisoarea locală, despre organizația criminală. Dar Sandro tace, iar martora, doamna Pizarro cade victimă a unui atac groaznic cu un aruncător de flăcări.  În geanta ei s-a găsit o carte care conține o referire la criminalul considerat mort, Dr. Mabuse.
Lohmann preia cazul și o întâlnește pe reportera Maria Sabrehm, pe misteriosul Joe Como și pe dubiosul pastor Brietenstein. Încet, încet, toată lumea pare suspectă, dar făptuitorii devin victime, iar martorii sunt eliminați cu sânge rece. Maria vrea să dovedească inocența tatălui ei, profesorul Julius Sabrehm, aflat în închisoare. Oare savantul a fost acuzat greșit de spionaj? Îl poate aborda oare Lohmann pe deținutul Alberto Sandro, care a evadat din închisoare, de care directorul închisorii Wolf și șeful responsabilul sectorului Böhmler, se pare că nu știu nimic. Găsit, Sandro este în mod evident amețit de un medicament și reacționează după voința Dr. Mabuse, făcându-l să se sinucidă în fața inspectorului. Puțin mai târziu, directorul Wolf, unul dintre principalii suspecți, cade victima unui atac cu bombă...

## Distribuție
- Gert Fröbe – comisarul Lohmann
- Lex Barker – Joe Como
- Daliah Lavi – Maria Sabrehm
- Fausto Tozzi – directorul de penitenciar Wolf
- Werner Peters – Böhmler
- Rudolf Forster – profesorul Julius Sabrehm
- Rudolf Fernau – Pfarrer Brietenstein
- Joachim Mock – asistentul criminalist Voss
- Laura Solari – doamna Pizarro
- Ady Berber – Alberto Sandro
- Henry Coubet – orbul
- Jean-Roger Caussimon – Küster
- Albert Bessler – Trödler
- Lou Seitz – doamna Lohmann
- Zeev Berlinsky – bărbatul cu picior de lemn
- Alexander Engel – profesorul Griesinger
- Wolfgang Preiss – Dr. Mabuse
- Herbert Weißbach – examinatorul de cadavre
- Erik Radolf – colonelul Haag